# Shibataeinae
Shibataeinae es una subtribu de bambúes de la tribu Bambuseae de la familia Poaceae. Comprende 9 géneros, aunque la posición de Temburongia no está muy clara.

## Géneros
- Brachystachyum
- Chimonobambusa
- Indosasa
- Phyllostachys
- Qiongzhuea
- Semiarundinaria
- Shibataea
- Sinobambusa
- Temburongia (incertae sedis)

- Datos: Q3757851
- Multimedia: Shibataeinae / Q3757851
- Especies: Shibataeinae